# Рейхсфюрер-СС
Рейхсфю́рер-CC[джерело?], райхсфю́рер CC, іноді райхсфірер CC (нім. Reichsführer-SS — «Імперський керівник охоронних загонів»)  — найвище звання та посада в СС, за винятком «Верховного керівника СС» (нім. Der Oberste Fuehrer der SS), яке з січня 1929 року одноосібно мав Адольф Гітлер. Це спеціальне звання в СС існувало з 1925 по 1945 рік. До 1933 року це була вища посада в СС, а починаючи з 1934 року вона стала й вищим званням і посадою в СС.

## Визначення
Рейхсфюрер-СС було званням і посадою одночасно. Посада рейхсфюрера була створена в 1926 році Йозефом Берхтольдом. Попередник Берхтольда, Юліус Шрек, ніколи не називав себе рейхсфюрером, проте ця посада була присвоєна йому заднім числом пізніше. У 1929 році, ставши рейхсфюрером-СС, Генріх Гіммлер став називати себе саме так, замість свого звичайного есесівського звання. Це і стало прецедентом.
До «Ночі довгих ножів» у 1934 році СС був елітним корпусом у системі СА (штурмових загонів), а рейхсфюрер-СС підпорядковувався начальнику штабу СА. 20 липня 1934 року в рамках чистки СА СС було зроблено незалежним відділенням нацистської партії, що підпорядковувалося напряму лише Гітлеру. З цього моменту звання рейхсфюрера-СС стало званням і фактично найвищим званням СС. На цій посаді Гіммлер був на папері еквівалентом генерал-фельдмаршала в німецькій армії. Часто помилково указується, що спеціальне звання рейхсфюрера відповідало званню генерал-фельдмаршала у Вермахті. Насправді звання рейхсфюрера СС відповідало званню рейхсмаршала, а еквівалента званню генерал-фельдмаршала в структурі СС просто не існувало; також, як до 1942 року не існувало і еквівалента званню генерал-оберст.
У міру зростання позицій і авторитету Гіммлера в нацистській Німеччині зростав і його статус у «фактичному» сенсі. Крім того, ніколи не було більше ніж одного рейхсфюрера-СС в будь-який час, і Гіммлер обіймав посаду як його особистий титул з 1929 року (перетворивши його на звання у 1934 році) до квітня 1945 року.

## Обов'язки
На початковому етапі існування Третього Рейху титул і звання рейхсфюрера-СС були позначенням посади очільника Загальних СС. У цій ролі лідер СС був безпосереднім командувачем вищого окружного керівництва СС (SS-Oberabschnitt Führer); до 1936 року Рейхсфюрер-СС очолив три основні відділи СС: Загальні СС (нім. Allgemeine SS), частини посилення СС — війська політичних дій (нім. SS-Verfügungstruppe; SS-VT) і підрозділи «Мертва голова» — служба концентраційних таборів (нім. SS-Totenkopfverbände; SS-TV).
Під час Другої світової війни рейхсфюрер-СС фактично виконував кілька додаткових ролей і мав величезну особисту владу. Він відповідав за всю внутрішню безпеку нацистської Німеччини. Він був наглядачем концентраційних таборів, таборів смерті (через Інспекцію концентраційних таборів і SS-TV), а також мобільних ескадронів смерті, «Айнзатцгруп» (через Головне управління імперської безпеки; РСХА). Згодом його вплив як на громадянську, так і на зовнішню політику став помітним, оскільки рейхсфюрер підпорядковувався безпосередньо Гітлеру, і його дії не були обмежені системою стримувань і противаг. Це означало, що посадовець міг безперешкодно впроваджувати широку політику, таку як нацистський план геноциду чи знищення євреїв, або ухвалювати проведення злочинних дій, як-то масова страта в Шталаг Люфт III.
Станом на 20 квітня 1934 року Гіммлер на посаді рейхсфюрера-СС уже контролював СД і Гестапо. 17 червня 1936 року Гіммлера було призначено головою всієї німецької поліції, таким чином перебравши під свій контроль всю поліцію порядку (нім. Orpo) і кримінальну поліцію (нім. Kripo) Німеччини. В останній ролі він номінально підпорядковувався рейхсміністру внутрішніх справ Вільгельму Фріку. Незрозуміло, яка частина цих повноважень технічно належала б офісу рейхсфюрера СС, якби ці обов'язки були розділені}}. Ці питання стали спірними, коли Гіммлер став рейхсміністром внутрішніх справ у 1943 році.
Важко точно визначити повні детальні обов'язки та відповідальність рейхсфюрера-СС, окрім обов'язків лідера та старшого члена СС, оскільки, за словами історика Мартіна Віндроу, «з початком [Другої світової] війни було б неможливо точно визначити роль у державі» всього СС.

## Список Рейхсфюрерів-СС
| # | Фото | В/звання Ім'я Роки життя                          | В посаді       | В посаді       | В посаді           | Стисла біографія |
| # | Фото | В/звання Ім'я Роки життя                          | Початок        | Кінець         | Час                | Стисла біографія |
| - | ---- | ------------------------------------------------- | -------------- | -------------- | ------------------ | --- |
| 1 |      | Юліус Шрек (13 липня 1898 — 16 травня 1936)       | 4 квітня 1925  | 15 квітня 1926 | 1 рік 11 днів      | німецький військовий та партійний діяч НСДАП, один із засновників Штурмових загонів (СА), «батько СС» і оберляйтер (рейхсфюрер) СС, близький довірений Адольфа Гітлера |
| 2 |      | Йозеф Берхтольд (6 березня 1897 — 23 серпня 1962) | 15 квітня 1926 | 1 березня 1927 | 320 днів           | державний і політичний діяч нацистської Німеччини. Фактично — перший керівник СС, другий Рейхсфюрер-СС. СА-обергрупенфюрер |
| 3 |      | Ергард Гайде (23 лютого 1901 — 19 березня 1933)   | 1 березня 1927 | 6 січня 1929   | 1 рік 311 днів     | політичний діяч нацистської Німеччини, третій Рейхсфюрер-СС |
| 4 |      | Генріх Гіммлер (7 жовтня 1900 — 23 травня 1945)   | 6 січня 1929   | 29 квітня 1945 | 16 років, 113 днів | німецький військовий та політичний діяч часів Третього Рейху, четвертий Рейхсфюрер-СС, один з головних осіб націонал-соціалістичної партії, один з найголовніших та найвпливовіших лідерів нацистської Німеччини, сподвижник Адольфа Гітлера. Воєнний злочинець, один з організаторів Голокосту |
| 5 |      | Карл Ганке (24 серпня 1903 — 8 червня 1945)       | 29 квітня 1945 | 8 травня 1945  | 9 днів             | німецький партійний діяч Третього Рейху, гауляйтер (1941—1945), СС-обергрупенфюрер (1944), останній Рейхсфюрер-СС (1945) |

### Знаки розрізнення Рейхсфюрера-CC

Погон
Петлиці (1942–1945)
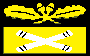
Маскувальний костюм
Автомобільний прапор "Рейхсфюрера-СС"
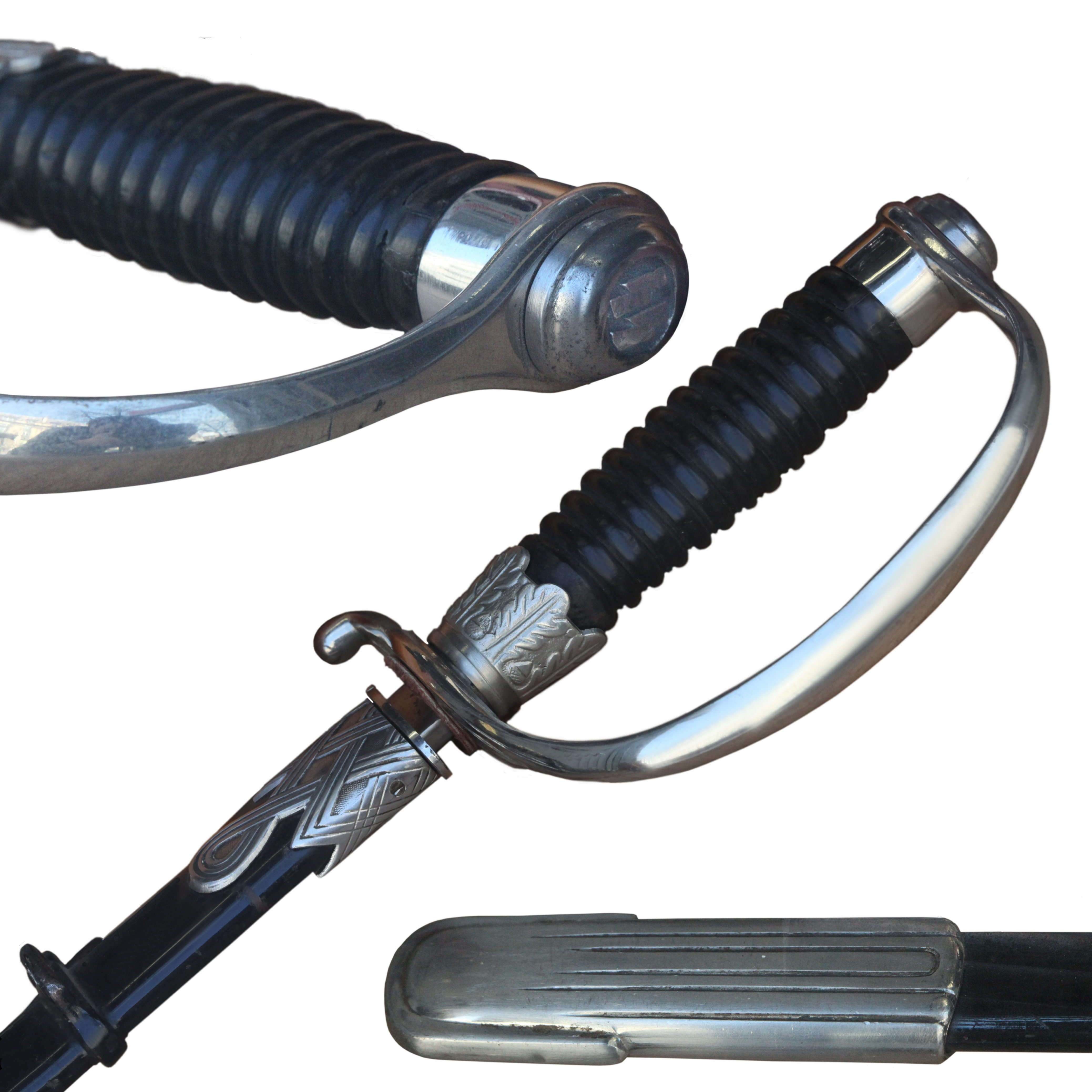
Почесна шпага рейхсфюрера СС